# Beth Kelly
Beth Kelly är en amerikansk politisk teoretiker, feminist och HBTQ-aktivist. Hon är professor emerita vid DePaul University i Chicago i Illinois.

## Biografi
Kelly avlade doktorsexamen vid Rutgers University. Hennes forskningsfält är bland annat feministisk teori, kritisk teori och queerteori.
Kelly är öppet homosexuell. År 1979 publicerade hon artikeln "On woman/girl love, or Lesbians do ‘do it’", i vilken hon beskriver en sexuell relation som hon hade haft med en äldre kvinnlig släkting. Relationen varade när Kelly var mellan åtta och elva år, och släktingen var omkring 50 år gammal. I artikeln försvarar Kelly oförblommerat pederasti. Kellys artikel föranledde kontroverser. Artikeln har senare publicerats av NAMBLA.